# Revue des sciences philosophiques et théologiques
Revue des sciences philosophiques et théologiques, abbreviata come RSPT (codifica ISSN 2118-4445; OCLC: 1764115), è una rivista internazionale di filosofia, teologia e scienze religiose in lingua francese. Afferente all'Ordine Domenicano, è pubblicata dalla casa editrice francese Librairie philosophique J. Vrin, che la distribuisce in più di ottanta Paesi.

## Descrizione
Il primo numero della rivista uscì nel gennaio del 1907 a cura di  un gruppo di giovani intellettuali cattolici e di religiosi dell'Ordine dei Predicatori, che tre anni prima erano espatriati dalla Francia anticlericale trovando rifugio a Saulchoi, vicino a Tournai, in Belgio.

Da subito, il periodico si confrontò con il dibattito del mondo accademico secolare, osservando un metodo di ricerca scientifica che nello stesso tempo attinge e rimane fedele al Magistero della Chiesa Cattolica romana e alla tradizione intellettuale dell'Ordine dei predicatori, in particolare a san Tommaso d'Aquino e al tomismo.
Sebbene la periodicità sia rimasta sempre trimestrale, tuttavia le pubblicazioni furono interrotte dal 1914 al 1920 e poi dal 1941-192 al 1947.
Supportata da Centro Nazionale delle Ricerche francese e dal Centre national du livre del Ministero della Cultura, è disponibile online nel portale umanistico Cairn.info. È associata ai periodici di classe A secondo i criteri adottati dall'Agenzia per la valutazione della ricerca e dell'insegnamento superiore.

## Comitato di redazione
- Camille de Belloy – direttore delle rivista
- Serge Tyvaert – segretario di redazione
- Philippe Büttgen
- Rémi Chéno
- Emmanuel Durand
- Ruedi Imbach
- Jean-Christophe de Nadaï
- Adriano Oliva[5]
- Jérôme Rousse-Lacordaire